# Jordi Codina i Torrecilla
Jordi Codina i Torrecilla (* 1952 in Barcelona) ist ein katalanischer klassischer Gitarrist, Dirigent, Komponist und Musikpädagoge. Jordi Codina wird der Katalanischen Gitarristenschule zugerechnet.

## Leben und Werk
Codina studierte am Conservatori Superior Municipal de Música in Barcelona bei Gracià Tarragó.
Er gründete zusammen mit Josep Maria Mangado ein klassisches Gitarrenduo und spielte mit diesem Duo das gesamte Werk von Fernando Sor für zwei Gitarren ein. Von 1971 bis 1988 war er Mitglied des Quartet Tarragó, mit dem er umfangreiche Konzertreisen in Europa, Asien und Amerika unternahm. Als Solist und Dirigent war er besonders dem Orquestra de Cambra de l’Empordà (Kammerorchester des Empordà) verbunden. Codina hat Werke für Gitarre und kammermusikalische Werke komponiert. 2006 uraufführte er die musikalische Romanze Capitán Trueno zum 50. Jahrestag der Person und zum 75. Geburtstag ihres Autors Víctor Mora. Er uraufführte Werke von Xavier Montsalvatge, Joaquim Homs, Àngel Cerdà und Francesc Taverna.
Seit 1972 unterrichtete er auch am städtischen Konservatorium von Barcelona. Zudem wirkte er auch als Musikkritiker und ist Autor eines Buches über den Komponisten Xavier Montsalvatge. Von 1985 bis 1988 war er Präsident der katalanischen Gitarristengesellschaft. 1993 erhielt er den Premi Nacional de música der Generalitat de Catalunya für sein Engagement in zeitgenössischer Musik.